# Матиця серболужицька
Матиця серболужицька, в буквальній транскрипції з лужицької мови — Матиця сербська (н.-луж. Maśica Serbska, в.-луж. Maćica Serbska) — лужицьке літературно-наукове і культурно-просвітницьке товариство. Метою товариства є розвиток, збереження і поширення знань про лужицьких сербів і їх культуру. Найстаріша культурно-громадська організація лужичан, діюча з 1847 року.

## Історія
Матиця сербська заснована у 1847 році у місті Будишин як клуб розвитку лужицької літератури і центр розвитку лужицької науки. Серед організаторів товариства були лужицькі письменники Гандрій Зейлер, Ян Арношт Смолер і педагог Корла Ян Смолер. У перший період своєї історії члени Матиці сербської займалися в основному лінгвістичними питаннями, вивченням лужицької історії, літератури, фольклору і демографії. Серед її членів нижньолужицький письменник Ян Бедріх Тешнар. З 1847 року по 1937 рік організація видавала власний друкопис «Časopis Maćicy Serbskeje», який виходив один раз у рік.
На хвилі революційних рухів у Східній Пруссії члени Матиці сербської у 1848 році звернулися у саксонський суд з вимогою надати лужицькій мові рівні права поряд з німецькою мовою при викладанні у системі шкільної освіти і представленні цієї мови у місцевих органах влади.
У другій половині XIX століття Матиця сербська відіграла важливу роль у створенні і уніфікації єдиної лужицької писемності. У 1880 році у місті Котбус було засноване нижньолужицьке відділення Матиці сербської. У другій половині XIX століття максимальна чисельність організації становила 191 людину. У 1905 році в організацію входило 206 членів. У цьому році організація складалася з 108 первинних відділків, 6 округів, 5 міських і 3 самостійних відділків.
У 1904 році в Бауцені був відкритий Сербський будинок, який займався збором архівних матеріалів і формуванням лужицької бібліотеки. Сербський будинок також використовувався для проведення різних зборів товариства та культурно-мистецьких заходів. З 1929 року по 1932 рік Матиця сербська організовувала на початку серпня щорічні народні фестивалі в місті Фечау. Після приходу до влади нацистів в 1937 році діяльність Матиці сербської була повністю заборонена. У 1941 році була конфіскована власність організації. Сербський будинок був повністю зруйнований в 1945 році під час військових дій.
Діяльність товариства була відновлена відразу ж після закінчення Другої світової війни. Члени товариства займалися в основному лінгвістичними та історичними питаннями. Пізніше Матиця сербська була позбавлена самостійності і приєднана до організації Домовіна. В цей час Матиця сербська стала ініціатором створення в 1951 році Сербського інституту.
У 1991 році Матиця сербська вийшла зі складу Домовіни.
В даний час Матиця сербська організовує різні конференції з лужицької культури і підтримує діяльність лужицьких громадських діячів та активістів. В даний час Рада Матиці сербської складається з 22 осіб, які проживають в різних країнах світу. Щорічно збираються загальні збори в Бауцені в першу суботу після Великодня.

## Голови
- Бедріх Адольф Клін (1847—1855);
- Эрнст Ріхтар (1856—1872);
- Ян Арношт Смолер (1872—1882);
- Міхал Горнік (1882—1894);
- Корла Август Каліх (1894—1895);
- Юрій Лусчанський (1895—1905);
- Ян Павол Кшіжан (1905—1923);
- Якуб Скаля (1923—1925);
- Арношт Герман (1925—1934);
- Бено Сіманк (1934—1938);
- Густав Алвін Мерва (1938—1941);
- Якуб Вяцлавк (1946—1949);
- Герард Вірт (1990—1991);
- Мерчін Фелькель (1991—2007);
- Ян Малінк (2008—2016);
- Юрій Лущанський (2016—2020);
- Аня Погончова (з 2020 року по теперішній час).